# 마카라

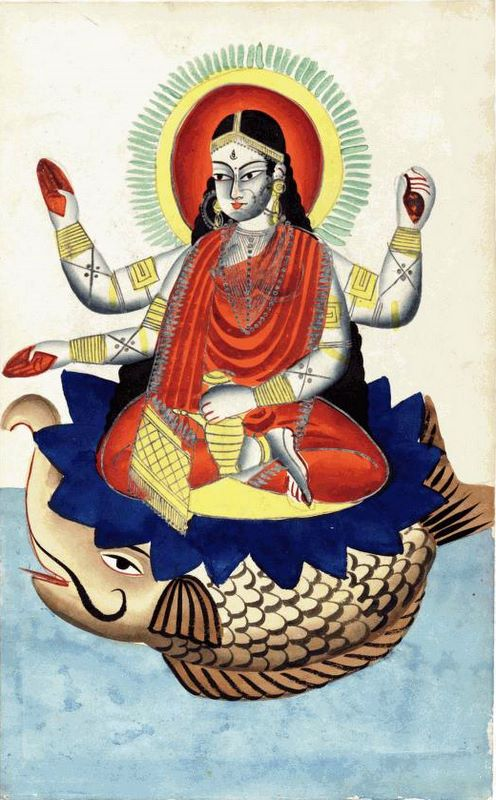
여신 강가의 바하나 (탈것)로서의 마카라

마카라(산스크리트어: मकर)는 인도 신화에 등장하는 전설적인 바다 생물이다. 힌두 점성술에서 마카라는 황도대 별자리 마갈궁에 해당한다.
마카라는 강가 여신 강가, 나르마다, 그리고 바다의 신인 바루나의 바하나 (탈것)으로 나타난다. 마카라는 문과 문턱의 수호자로 여겨지며, 왕좌와 사원의 입구를 보호한다. 이는 힌두교 및 불교 사원 도상학에서 가장 흔하게 나타나는 생물이며, 이무깃돌이나 자연 샘에 부착된 물줄기로도 자주 나타난다. 마카라 모양의 귀걸이인 마카라쿤달라는 때때로 시바, 비슈누, 수리야, 찬디와 같은 힌두교 신들이 착용한다. 마카라는 또한 사랑의 신 카마데바의 휘장이기도 하다. 카마데바는 전용 사원이 없으며 마카라드바자, 즉 "마카라가 그려진 깃발을 가진 자"로도 알려져 있다.

## 어원

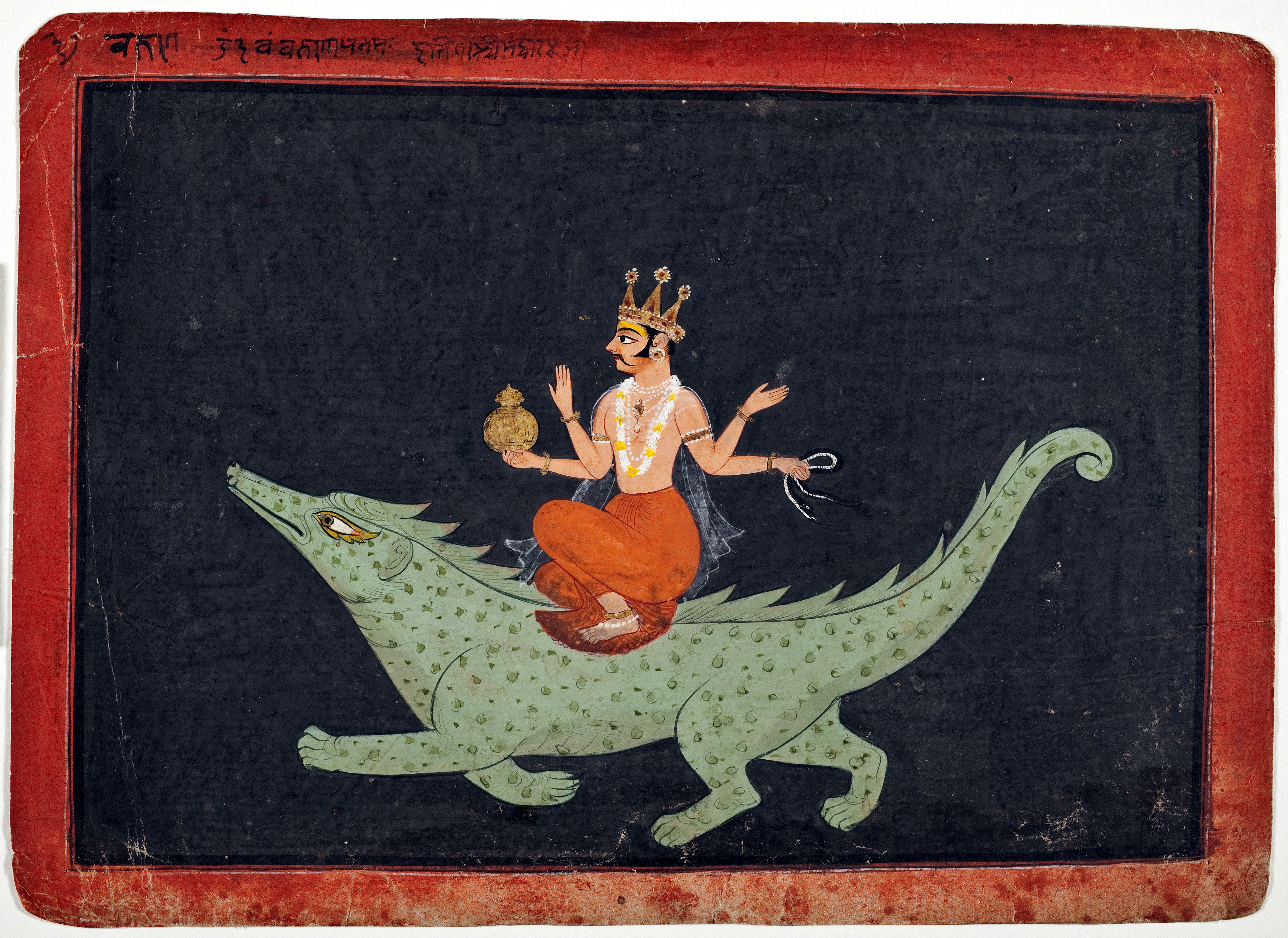
바루나의 동물 탈것인 악어 같은 마카라

마카라는 산스크리트어로 "바다 동물, 악어"를 의미한다.
몇몇 독일 과학자들은 수리야프라즈나프티의 자이나교 경전을 읽은 것을 바탕으로 마카라가 듀공을 기반으로 한다고 주장했다. 남아시아강돌고래 또한 마카라 이미지 형성에 기여했을 수 있다.

## 마카라의 물리적 특징
일반적으로 앞부분은 육상 동물(사슴, 또는 코끼리), 뒷부분은 수생 동물(보통 물고기, 돌고래, 또는 뱀이지만 때로는 공작새나 심지어 꽃 모양의 꼬리가 묘사되기도 함)의 모습을 한 반수반어 형태로 묘사된다. 마카라는 힌두 문화 전반에 걸쳐 다양한 형태를 취할 수 있지만, 현대에는 그 형태가 항상 늪악어나 물왕도마뱀과 관련되어 있다.
미술사가 존 보드먼에 따르면, 마카라와 중국 용의 묘사는 그리스 신화의 케토스에 영향을 받았을 수 있으며, 이는 비단길을 통해 전해진 케토스 이미지와의 접촉 이후일 가능성이 있다.
신할라 고대 미술 작품에서 마카라는 코끼리의 코, 크로커다일과의 턱, 쥐나 유인원의 귀, 야생 돼지의 튀어나온 이빨, 공작새의 꼬리 깃털, 사자의 발과 같이 6~7가지 동물의 신체 부위로 구성된다.

## 도상학

### 베다 시대 도상학
베다 시대에 인드라가 하늘의 신이었을 때, 바루나(베다의 물의 신)는 바다의 신이 되어 "물의 괴물 탈것"이라 불리는 마카라를 타고 다녔다.

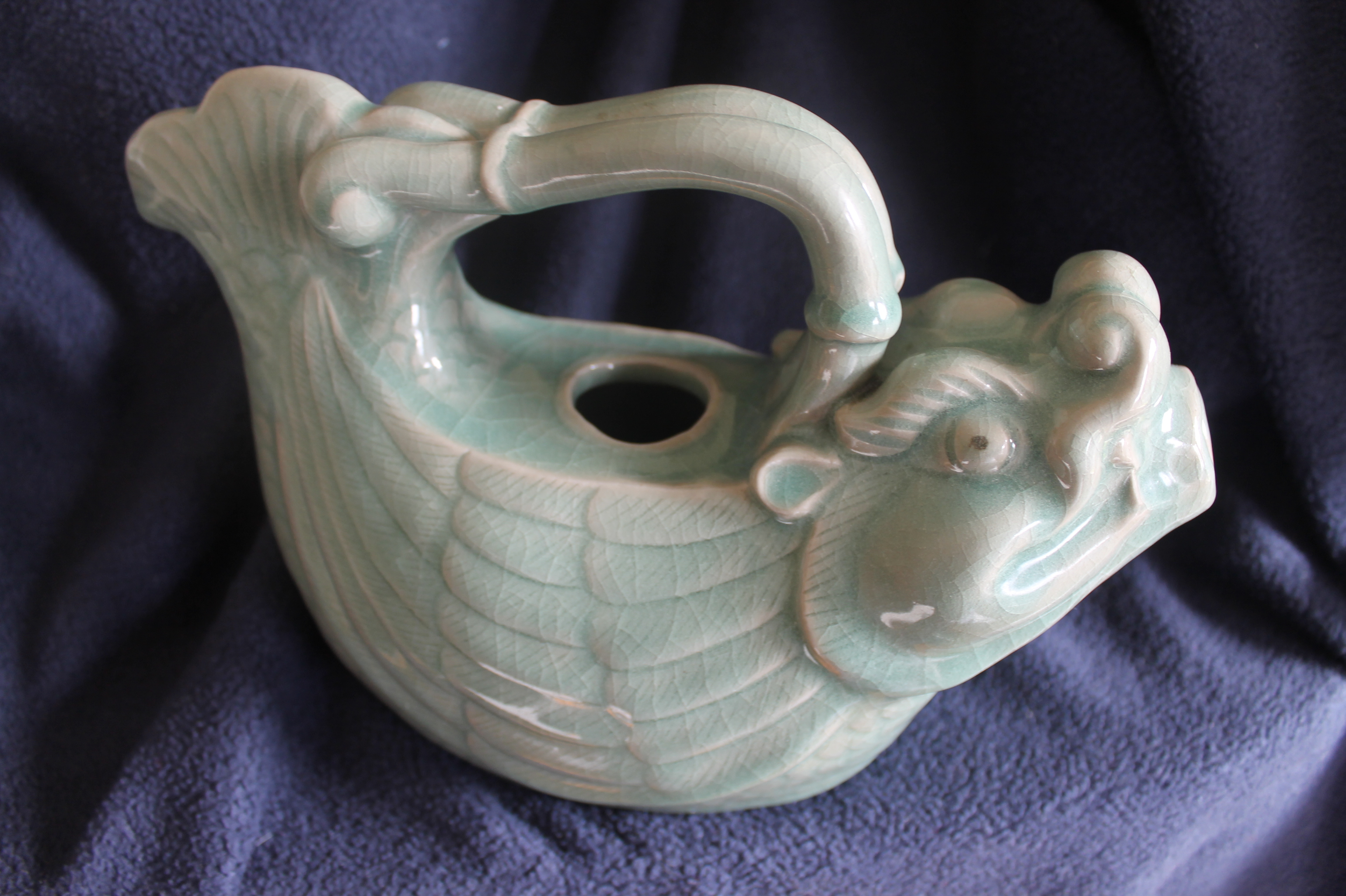
마카라 용어 형으로 성형된 셀라돈 청록색 유약 도자기 주전자

비슈누의 귀걸이는 마카라 형태로 나타난다. 하지만 마카라쿤달라는 시바의 귀도 장식할 수 있다. 현대적인 용도는 속이 빈 은제 보석에 눈과 귀에 박힌 팔찌 형태의 장신구로, 신부에게 결혼 선물로 주어진다. 일부 전통적인 설명은 마카라를 물왕도마뱀과 연결시키는데, 둘 다 춘약 특성을 지닌 것으로 알려진 신체 부위(예: 턱, 살 등)를 가지고 있기 때문이다.
마카라는 일반적으로 반은 포유류, 반은 물고기로 묘사된다. 많은 사원에서 묘사는 코끼리 머리를 가진 반 물고기 또는 물개 형태이다. 또한 악어의 머리와 턱, 물고기의 비늘이 있는 코끼리 코, 공작 꼬리를 가진 추상적인 키메라 형태로도 묘사된다. 연꽃 위에 앉은 락슈미도 마카라 형태의 코끼리 혀를 잡아당기는 모습으로 묘사되는데, 이는 락슈미의 번영, 부, 안녕의 여신 이미지를 투영하기 위한 것이다. 이는 새로운 질서가 출현하기 전에 필요한 혼돈의 상태를 나타낸다.
마카라는 또한 사랑과 욕망의 신 카마데바의 상징이다. 카마데바는 "마카라를 상징으로 가진 자"라는 의미의 '마카라-케투'로도 알려져 있다. 이는 산스크리트어로 라시(rāśi)라고 불리는 황도대의 열 번째 별자리이며, 염소자리(염소 상징)에 해당한다.

### 중세 왕국 도상학 - 프라듀마나 마카라드바자

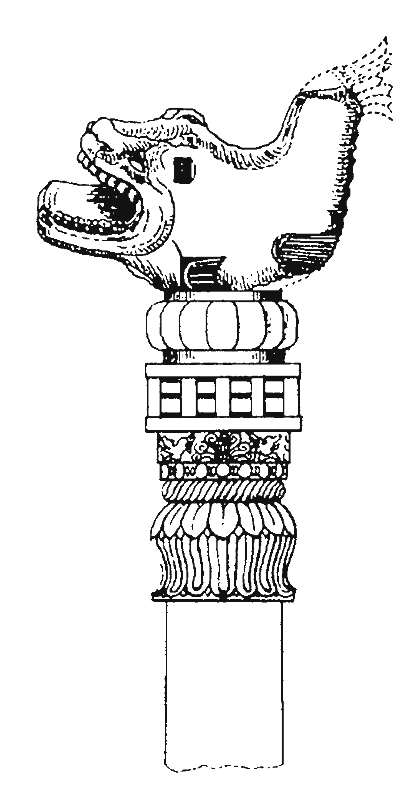
헬리오도루스 기둥이 있는 베스나가르 유적지에서 발견된 것과 같은 마카라는 프라듀마나와 관련이 있다. 기원전 2세기. 괄리오르 박물관.

기원전 2세기부터 마카라는 바수데바 크리슈나의 아들 프라듐나의 상징으로 나타났다. 하리밤사 99장과 같은 문헌에서 프라듐나의 별칭 중 하나는 "악어의 깃발 또는 표준을 가진 자"를 의미하는 "마카라드바자"이다. 바수데바에게 봉헌된 헬리오도루스 기둥 근처 베스나가르에서 발견된 마카라 악어 형상의 기둥 머리도 프라듐나와 관련되어 있다. 마하바라타에서도 마카라는 크리슈나의 아들과 사랑의 신 카마데바와 연관되어 있어, 이들이 동일한 존재임을 시사한다.

### 후기 힌두 도상학

#### 일반적인 빈번한 등장

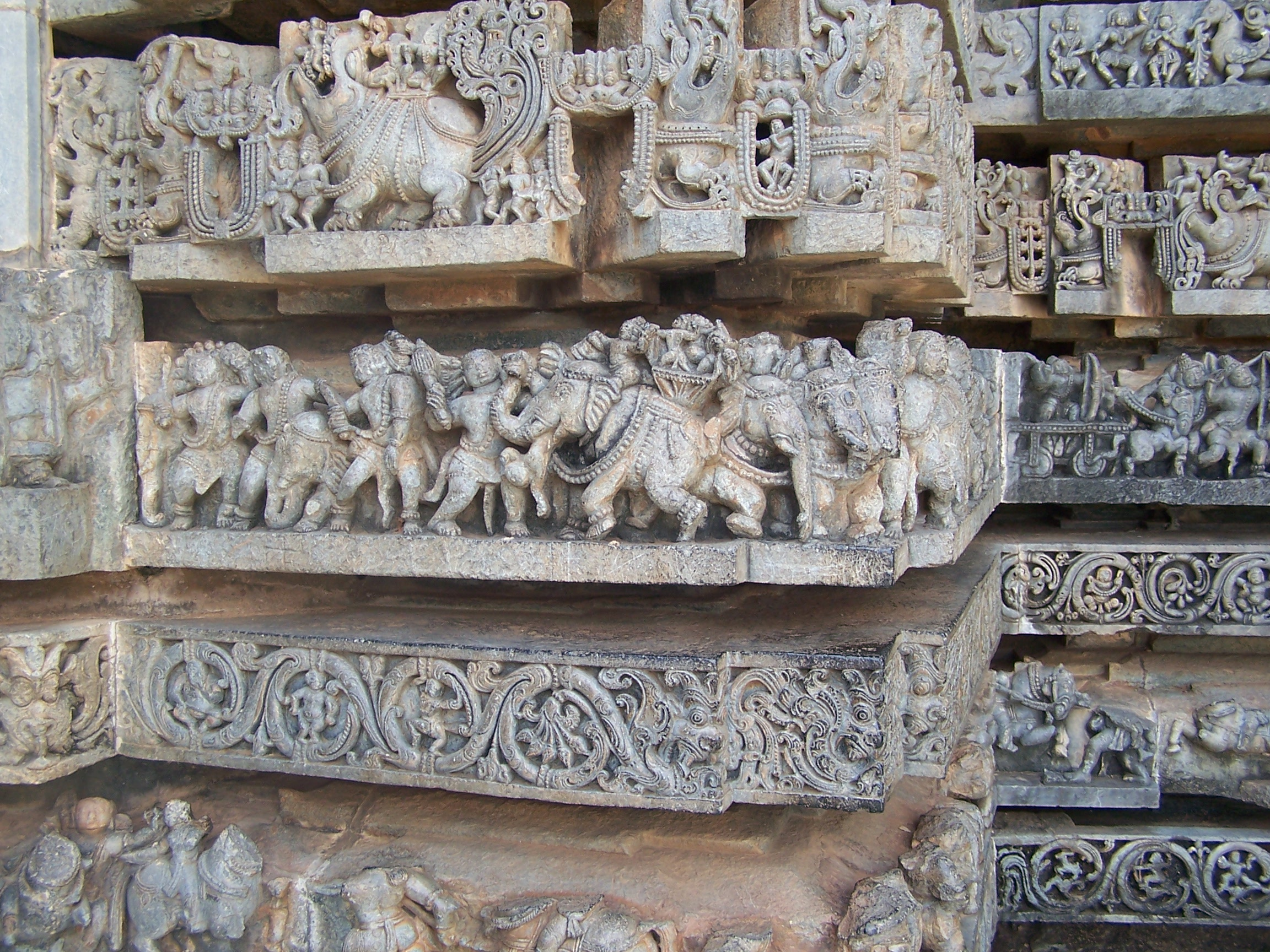
하레비두 호이살레스와라 사원 기단에 있는 마카라 열. 모서리에 수직으로 서 있는 마카라에 주목.

힌두 도상학에서 마카라는 강가 여신 강가의 바하나 ('탈것')로 표현된다. 마카라의 열은 힌두 사원의 벽을 따라 이어지거나, 계단의 난간 역할을 하거나, 문 위의 아치를 형성할 수 있다.
선도적인 힌두 사원 건축가이자 건축업자인 가나파티 스타파티는 마카라를 물고기의 몸, 코끼리의 코, 사자의 발, 원숭이의 눈, 돼지의 귀, 공작의 꼬리를 가진 신화 속 동물로 묘사한다. 더 간결한 설명이 제공된다: "고대의 신화적 상징인 이 혼합 생물은 여러 동물들로 이루어져 집합적으로 악어의 본성을 지닌다. 악어의 아래턱, 코끼리의 주둥이나 코, 멧돼지의 엄니와 귀, 원숭이의 번뜩이는 눈, 물고기의 비늘과 유연한 몸, 그리고 공작의 소용돌이치는 꼬리 깃털을 가지고 있다."
전통적으로 마카라는 수생 신화적 생물로 여겨진다. 마카라는 일반적으로 절반은 포유류, 절반은 물고기로 묘사되어 왔다. 일부 전통적인 기록은 어원적 뿌리로 인해 악어, 특히 늪악어와 동일시한다. 코끼리의 앞부분과 물고기 꼬리 모양의 뒷부분을 가진 것으로 묘사된다. 악어 또한 초기에는 사람의 몸을 한 형태로 묘사되었다.

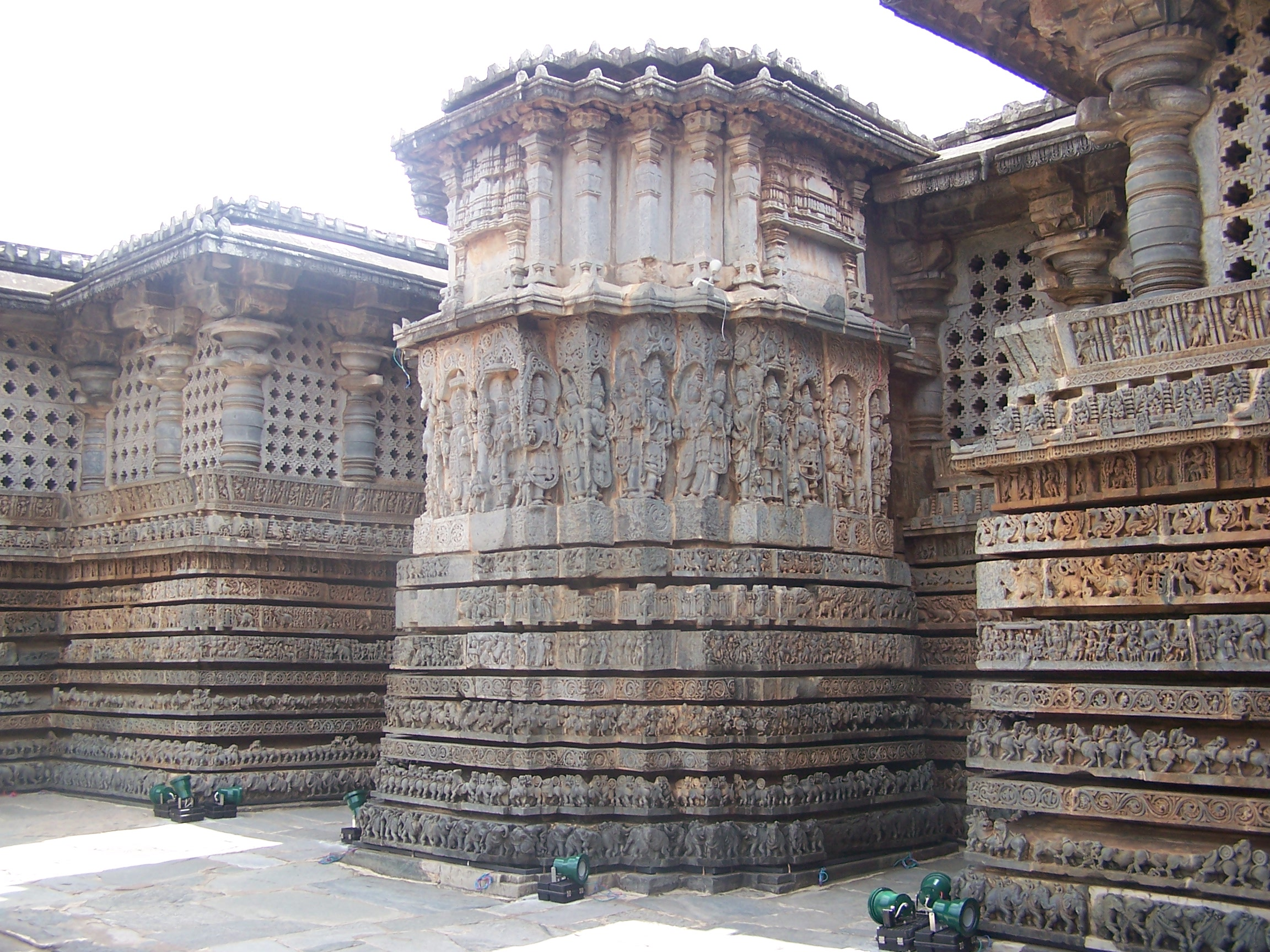
호이살레스와라 사원, 하레비두, 카르나타카주 기단의 마카라 열

많은 사원에서 묘사는 코끼리 머리를 가진 반 물고기 또는 물개 형태로 나타난다. 또한 악어를 닮은 머리와 턱, 물고기의 비늘이 있는 코끼리 코, 공작 꼬리를 가진 것으로도 묘사된다. 다른 기록들은 마카라를 남아시아강돌고래와 동일시하며, 후자와 현저한 유사성을 보이며 현재는 주로 비크람실라 강가 돌고래 보호구역에서 발견된다. 또 다른 묘사는 코끼리 머리를 가진 물고기 몸체로 마카라를 나타낸다. 전통적으로 마카라는 모든 존재와 비옥함의 근원인 물과 동일시된다.
힌두 사원에서 마카라는 종종 신상 주변의 토라나 또는 아치형 입구의 구조적 북엔드 역할을 한다. 아치는 한 마카라의 턱에서 솟아올라 정점인 키르티무카('영광의 얼굴')에 도달한 후 다른 마카라의 벌어진 턱으로 내려간다. 바루나 역시 괴물 마카라 위에 앉은 백인 남자로 묘사된다. 해양 괴물로서, 영양의 머리와 다리, 물고기의 몸과 꼬리를 가진 형태로도 나타난다. 철로 만든 마카라는 괴물이 반은 사슴, 반은 물고기 형태이다. 이러한 요소들은 다양하게 결합되어 인도 사원 도상학에서 가장 흔하게 반복되는 주제 중 하나를 형성한다. 인도 미술에서 마카라는 많은 모티프 형태로 표현되며, 다양한 스타일로 묘사되어 왔다. 마카라 형상은 세계 유산인 산치의 스투파를 포함한 여러 불교 기념물의 입구(토라나)에 배치되어 있다. 왕좌의 입구를 지키는 모습으로도 발견된다(아래 분포 참조).

벨루르 호이살레스와라 사원 가르바그리하 문 위의 마카라 토라남. 아치 양 끝에 두 마카라가 보인다.

#### 중세 남인도 도상학
남인도의 중세 시대에 마카라는 코끼리 머리와 몸통, 정교하게 장식된 잎사귀 물고기 꼬리 형태로 상징화된 다섯 번째 발달 단계로 묘사되었다. 대부분의 신화는 생명의 진화에서 이 단계의 상징성을 유지한다. (오른쪽 사원 벽에 있는 동물 조각의 다섯 번째 줄에 있는 마카라에 주목하라.)

#### 인도네시아 도상학
고대 자바의 사원은 사원 건축의 장식적, 상징적 요소로서 칼라-마카라의 적용으로 유명하다. 칼라는 거대한 머리로, 종종 입구 꼭대기에 위치하며 칼라의 머리 양쪽에 마카라가 튀어나와 문을 양쪽에 두거나 꼭대기 모서리에 안테픽스처럼 돌출되어 있다. 칼라-마카라 테마는 계단 난간 양쪽에서도 찾을 수 있다. 계단 상부에는 칼라 머리의 입에서 마카라가 아래로 튀어나온다. 복잡한 석조 조각은 계단 하부 양쪽에 두 개의 마카라가 늘어서 있고 그 몸체가 계단의 난간을 형성한다. 이러한 유형의 계단 장식은 보로부두르와 프람바난 사원에서 볼 수 있다. 마카라의 코는 종종 금 장신구를 들거나 보석을 뿜어내는 것으로 묘사되며, 입 안에는 종종 가나 난쟁이 인물이나 사자 또는 앵무새와 같은 동물이 튀어나와 있다.

#### 크메르 도상학

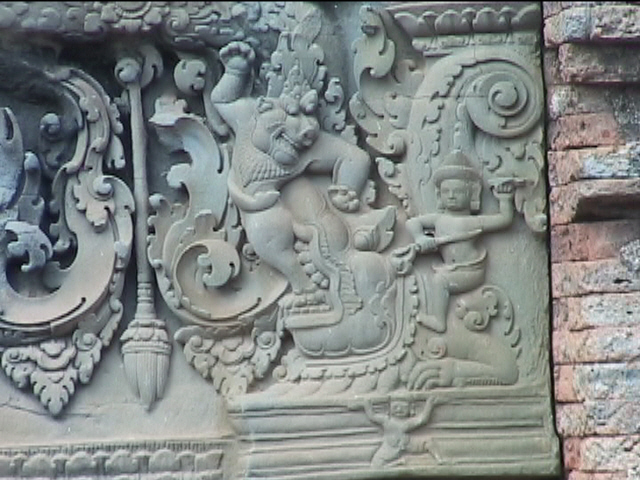
앙코르 유적 지역의 바콩 중앙 피라미드를 둘러싼 탑 중 하나의 상인방 모서리에 사자 같은 생물을 토해내는 마카라

마카라는 크메르 제국의 수도였던 앙코르 유적 지역 캄보디아의 종교 크메르 건축의 특징적인 모티프이기도 하다. 마카라는 주로 상인방, 팀파눔 또는 벽의 장식 조각의 일부로 사용된다. 마카라는 대개 입을 크게 벌린 채 사자, 나가, 또는 뱀과 같은 다른 상징적인 동물을 토해내는 모습으로 묘사된다. 마카라는 프레아 코, 바콩, 롤레이 등 하리하랄라야 그룹 사원의 아름다운 상인방에서 중심적인 디자인 모티프이다. 반테이 스레이에서는 다른 괴물들을 토해내는 마카라 조각이 많은 건물 모서리에 설치되었다.

#### 네팔 도상학
네와르의 네팔 미술은 이 묘사를 광범위하게 사용한다. 네와르 건축에서 마카라의 묘사는 "문 입구의 수호자로서, 마카라 이미지는 2차원 만다라의 네 문을 포함하는 거대한 교차 바즈라의 구부러진 가지에 나타난다. 3차원 만다라에서 이 교차 바즈라는 만다라 궁전의 전체 구조를 지탱하며, 그것이 서 있는 바즈라 지면의 움직이지 않는 안정성을 상징한다."
네팔의 오래된 식수대 (둔게 다라)의 대부분의 물줄기는 마카라 모양을 하고 있다.

#### 스리랑카 도상학

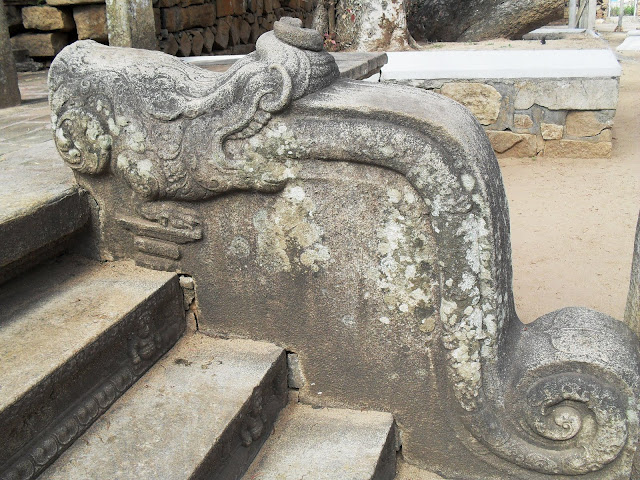
아누라다푸라의 자야 스리 마하 보디 입구에 있는 용 난간

마카라는 싱할라어로 용을 뜻하며, 스리랑카의 싱할라 불교 문화에서 중요한 상징이다. 사원 건축의 토라나와 카스타네와 같은 위신 있는 물건에 묘사된다.
마카라는 스리랑카 불교 건축에서 널리 사용되며, 종종 토라나에 묘사된다. 고대부터 동양인들은 마카라를 수생 생물 중 하나로 믿어왔으며, 불교 미술 분야의 선사 시대부터 마카라는 문학 작품과 석조 조각 모두에서 묘사되어 왔다. 마카라는 싱할라 불교 문화에서 다른 나라의 불교 미술 작품에서는 주어지지 않은 특별한 위치를 얻었다.
마카라갈라 (용 난간)는 마카라 (용)를 묘사하는 또 다른 종류의 석조 조각이다. 이 작품들은 불교 스투파, 사원, 보리수의 입구를 장식하는 데 사용되었다. 캔디의 랑카틸라카 비하라야 본관 입구에는 두 개의 난간이 있는데, 마카라의 모양 때문에 가자신하 난간이라고도 불린다.
무라갈라 (수호석)는 마카라에게 최고의 위치를 부여했다. 거기에 새겨진 문지기 머리 위에서 마카라의 형상을 볼 수 있다.

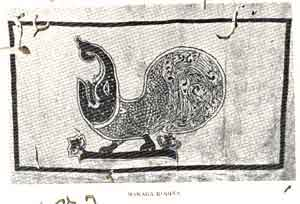
카라바 마카라 깃발 스리랑카에서 코끼리/물고기 머리와 공작 꼬리가 특징.

싱할라 불교 예술가들은 마카라를 번영과 자급자족의 상징으로 여겼기 때문에 사원, 스투파 또는 보디와 같은 종교 장소의 입구 아치 문에 마카라 표식을 묘사하는 것을 주저하지 않았다. 위 내용의 소중한 예시로는 치아 사원과 캔디의 랑카틸라카 사원이 있다. 부처 형상 위에 마카라가 있는 아치형 문 입구의 예시는 리디 비하라야와 담불라 석굴 사원에서 볼 수 있다.
1344년 캔디구 디갈라에 지어진 가달라데니야 사원의 사원 열쇠 손잡이에 마카라 형상이 새겨져 있다.
마카라는 또한 비슷한 기원을 공유하고 집합적으로 쿠루쿨람으로 알려진 스리랑카의 카라바와 카라이야르족의 씨족 상징으로 사용되었다. 적어도 서기 14세기부터 그들은 의식에 마카라 깃발을 사용해왔다. 아디티야와 바루나쿨라수리야와 같은 씨족 칭호는 고대 힌두 신 바루나와의 연결을 나타내기 위해 그들에 의해 사용되었다.

#### 티베트 불교 도상학
티베트 불교에서는 인도의 마카라 형태에서 발전했다. 그러나 몇 가지 면에서 다르다. 예를 들어, "사자의 앞발, 말의 갈기, 물고기의 아가미와 덩굴손, 사슴 또는 용의 뿔이 나타난다. 한때 단순했던 물고기 꼬리는 이제 복잡하게 나선형으로 꼬인 꽃무늬인 마카라-꼬리 디자인(산스크리트어 makaraketu)으로 나타난다."
티베트 도상학에서는 바즈라야나에서 힘과 끈기의 무기로 묘사된다. 마카라 상징을 가진 바즈라야나 무기는 도끼, 철 갈고리, 굽은 칼, 바즈라, 의식용 단검이며, 이 모든 것에서 주제는 "마카라의 벌어진 입에서 칼날이 솟아오르는 것"이다.
사원 지붕 모서리에 마카라 머리 형태로 상징적으로 표현된 것은 물의 요소로서 "빗물 물줄기 또는 이무깃돌" 역할을 한다. 또한 샘물의 근원지에 있는 물줄기로도 볼 수 있다. 돌에 새겨진 예술적인 조각은 나가 (뱀신) 두 마리가 양쪽에 있는 한 쌍의 동일한 마카라 형태로, 가루다의 왕관과 함께 키르티무카 얼굴이라고 불린다. 이러한 묘사는 나무 문 입구에서도 상부 아치로, 그리고 부처상 뒤의 토라나로도 볼 수 있다.

## 도상학 분포
신화적인 마카라의 석조 조각과 힌두교 및 불교 도상학에서 고대 마카라의 위치는 남아시아와 동남아시아 전역에 널리 퍼져 있다. 10개국의 예시가 아래에 나와 있다.

남아시아 및 동남아시아 전역의 마카라 조각
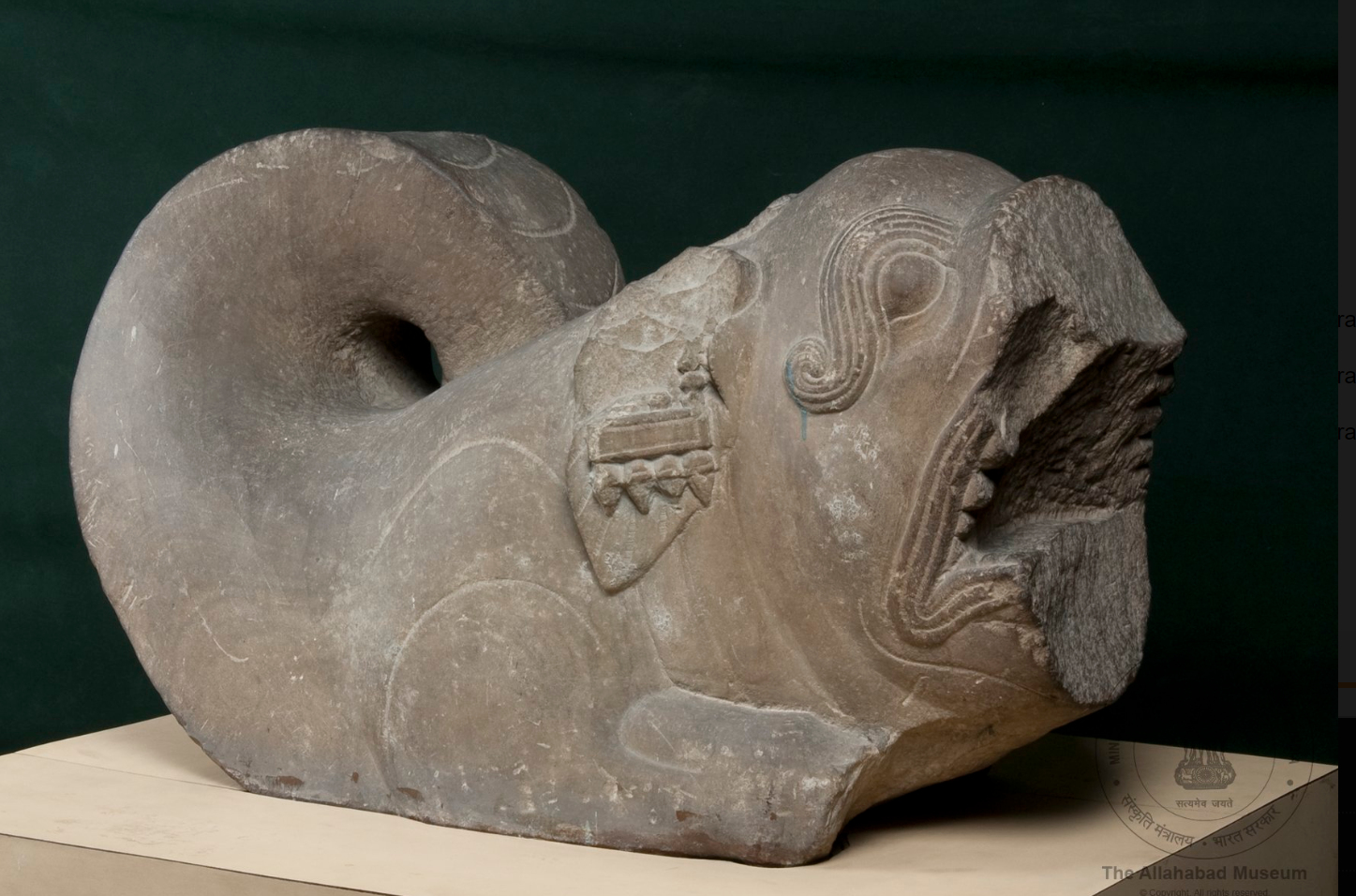
기원전 2세기 카우삼비 마카라 기둥 머리
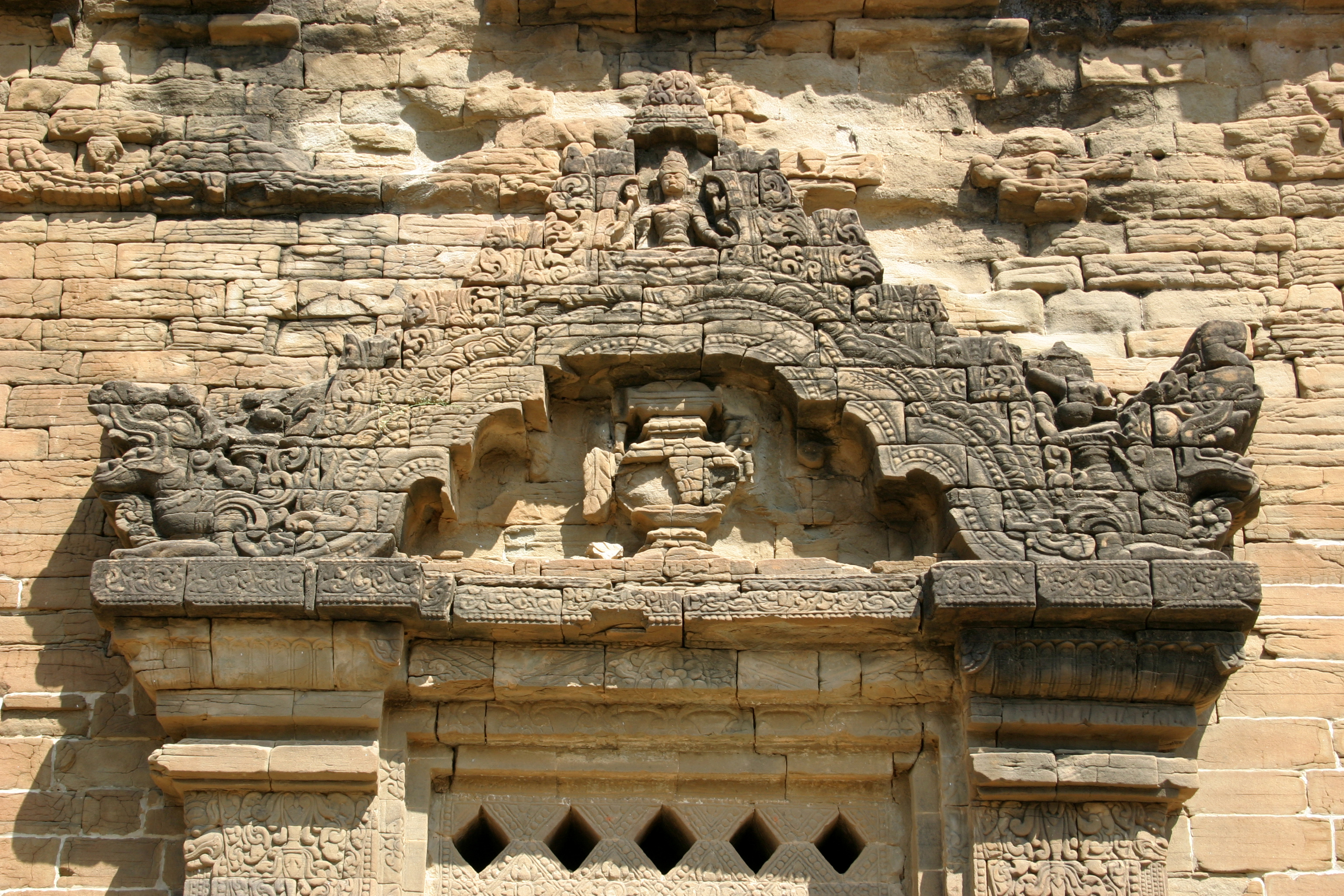
바간 난파야 사원의 마카라
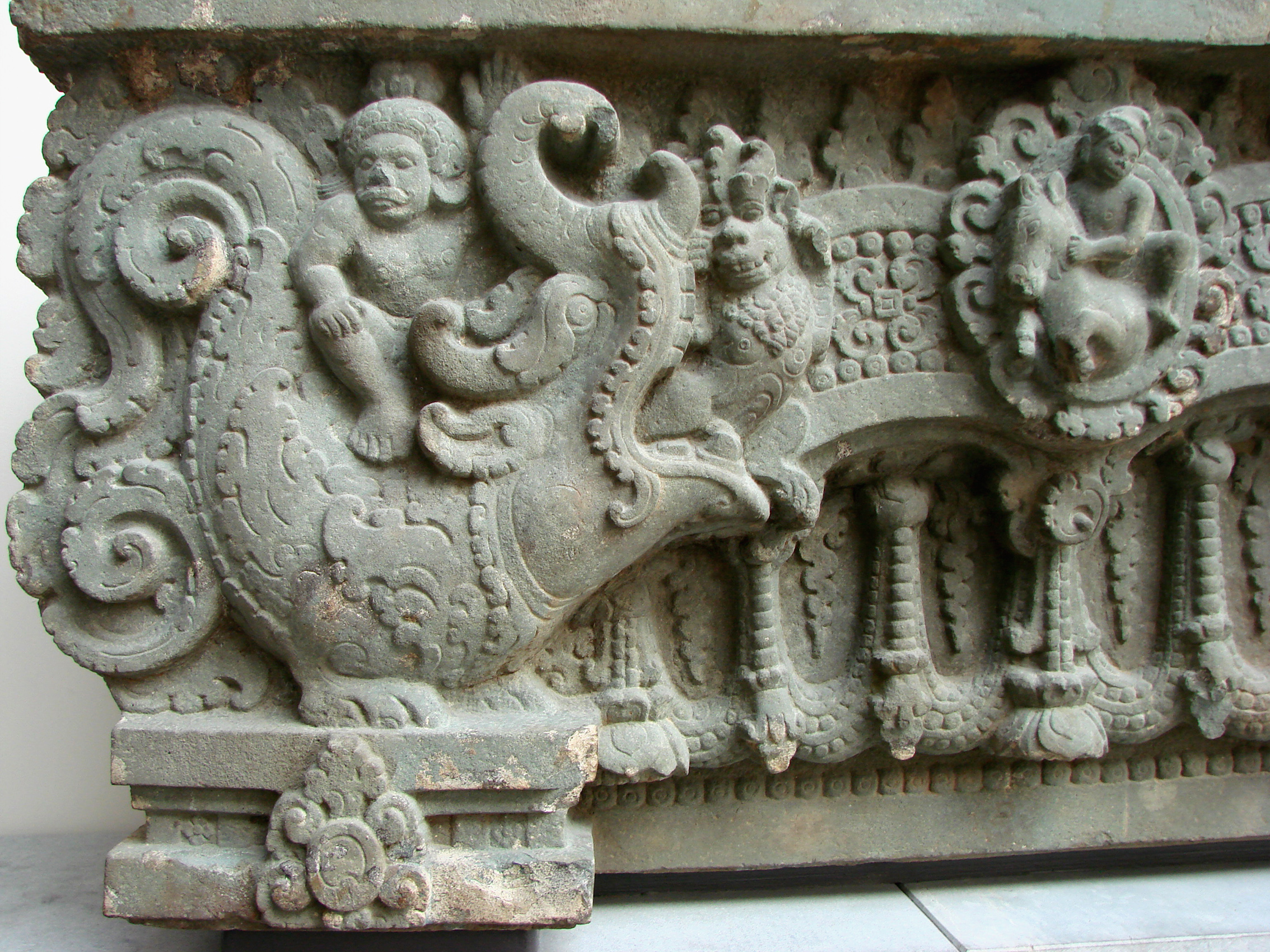
캄퐁톰 시 삼보르 프레이 쿡 사원 상인방의 마카라
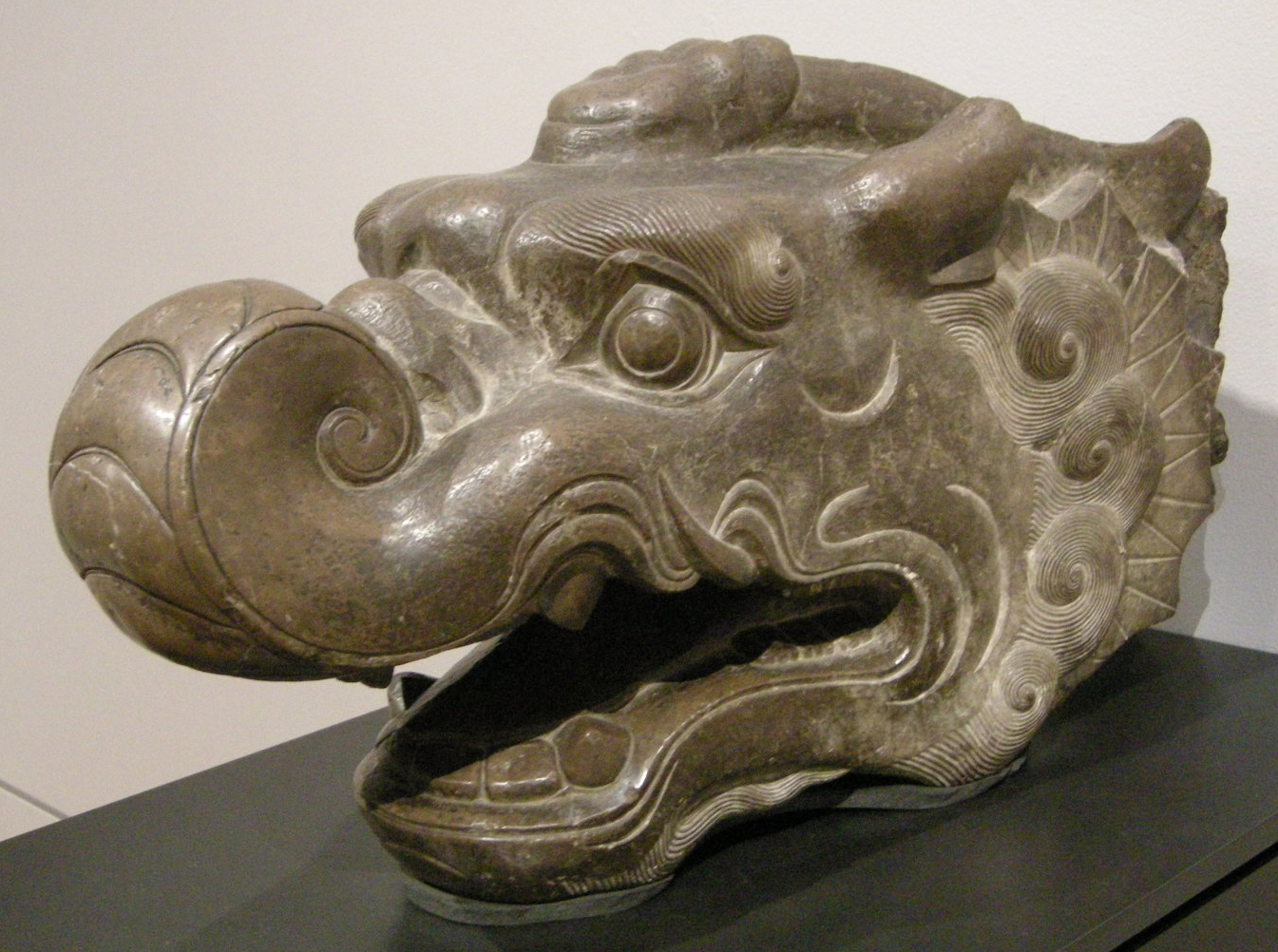
북제 (서기 550-577년)의 마카라, 중화인민공화국
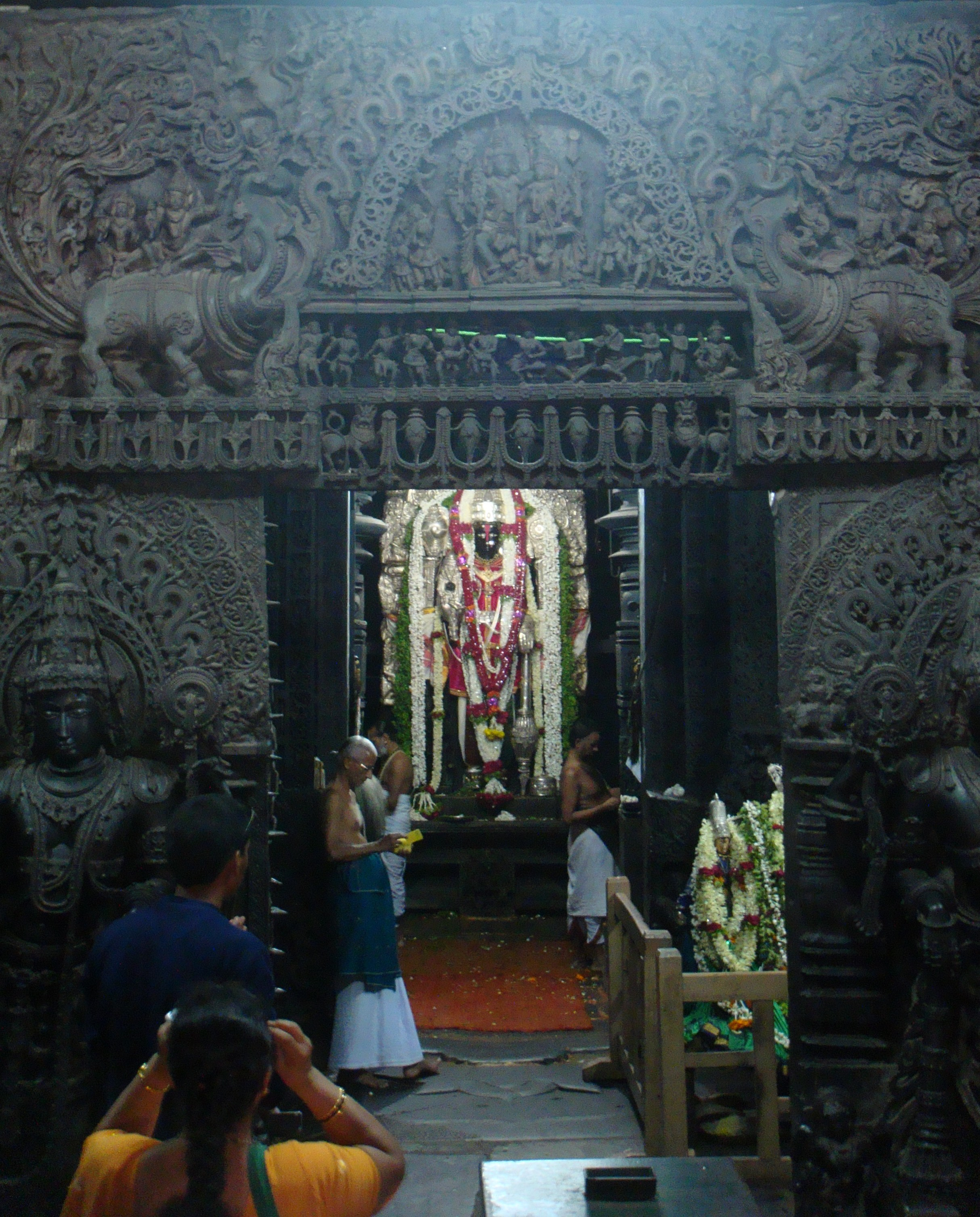
벨루르 첸나케샤바 사원의 문을 보호하는 마카라와 키르티무카
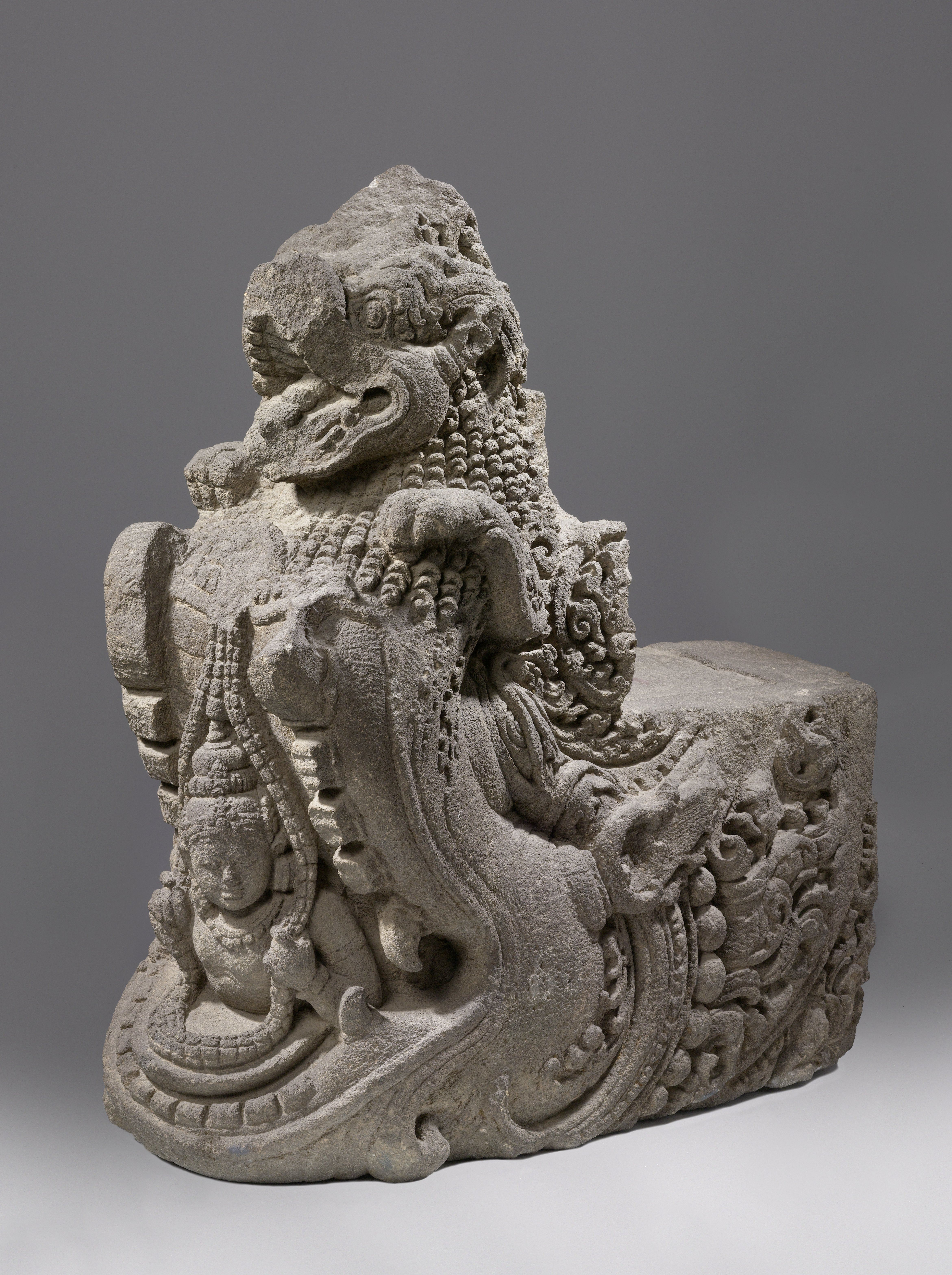
인도네시아 중앙 자바 부브라 사원의 마카라 계단 장식
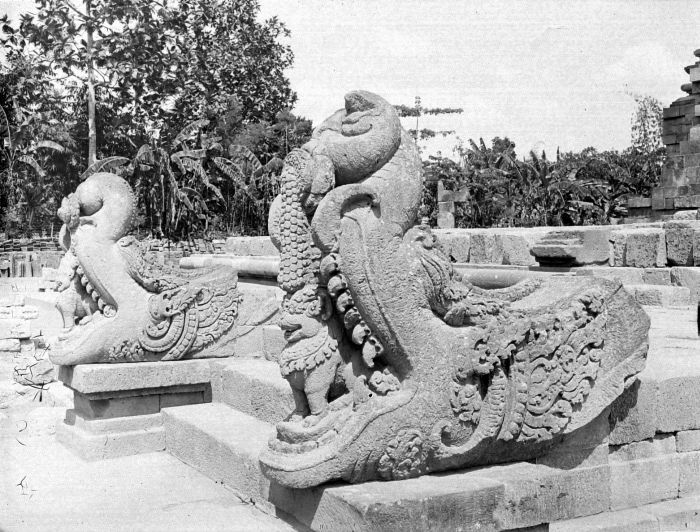
찬디 칼라산 사원의 마카라 조각, 인도네시아
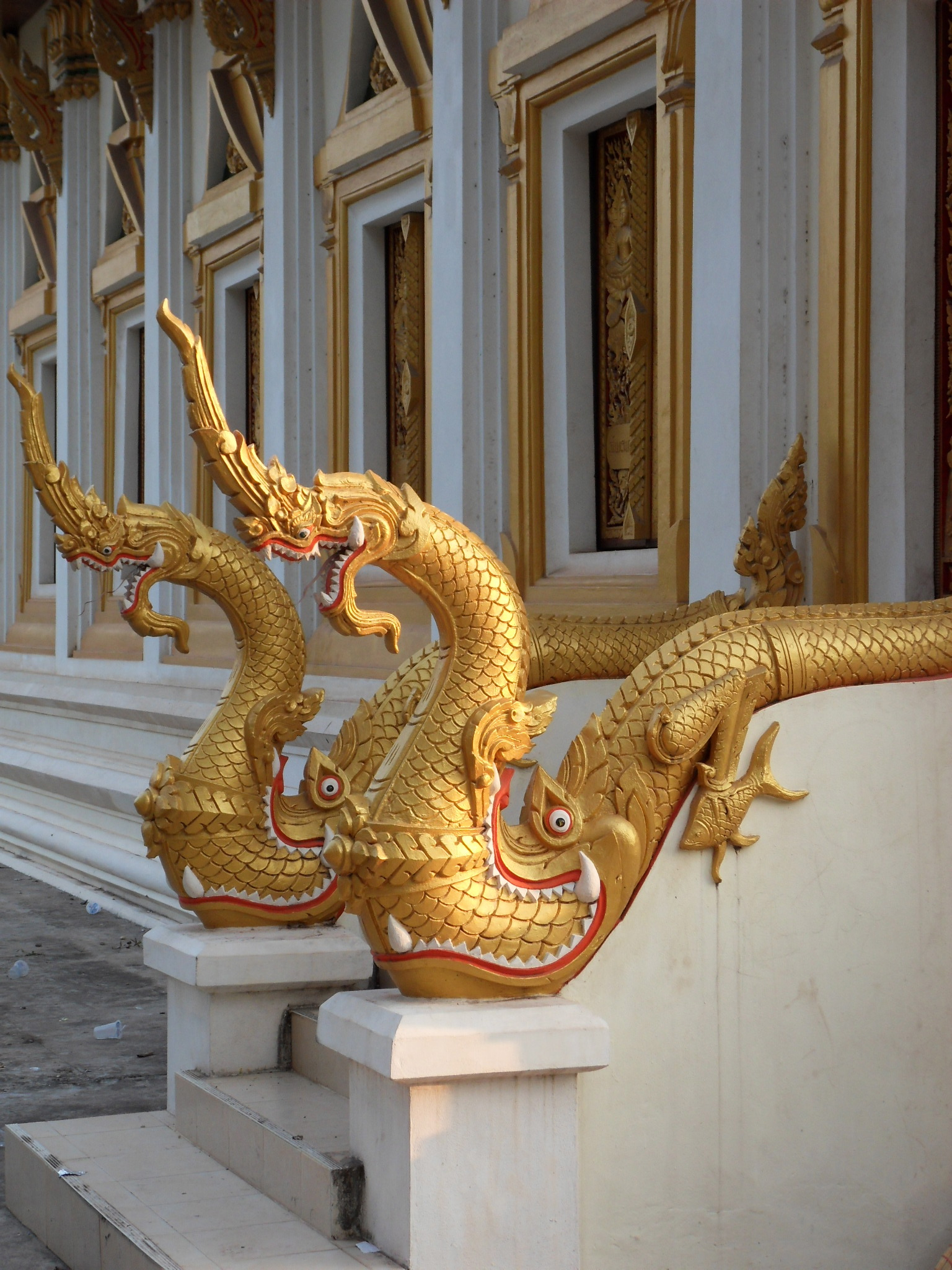
비엔티안 왓 타트푼의 마카라 입에서 나오는 나가
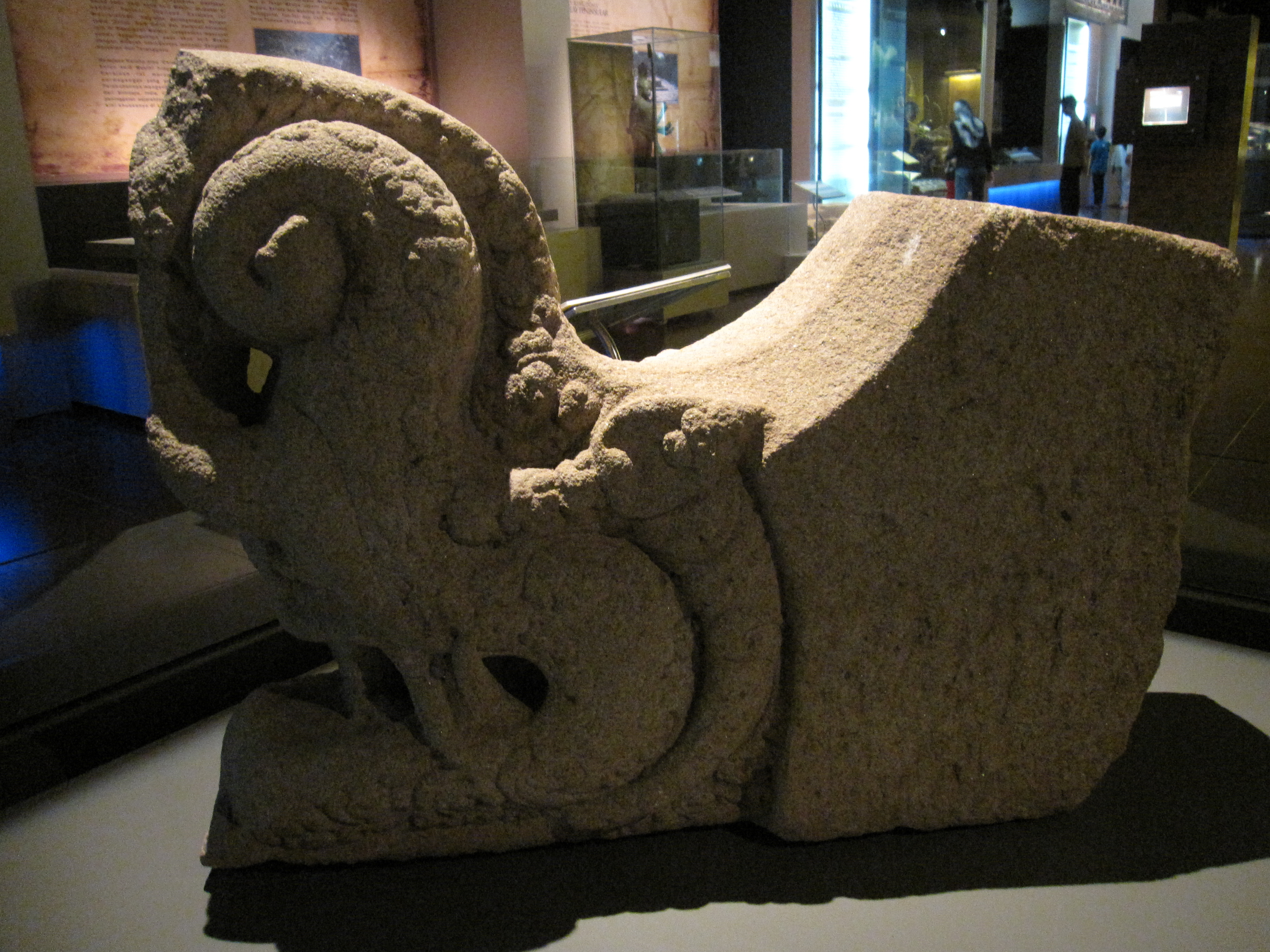
7세기 쿠알라룸푸르 국립 박물관의 마카라, 말레이시아
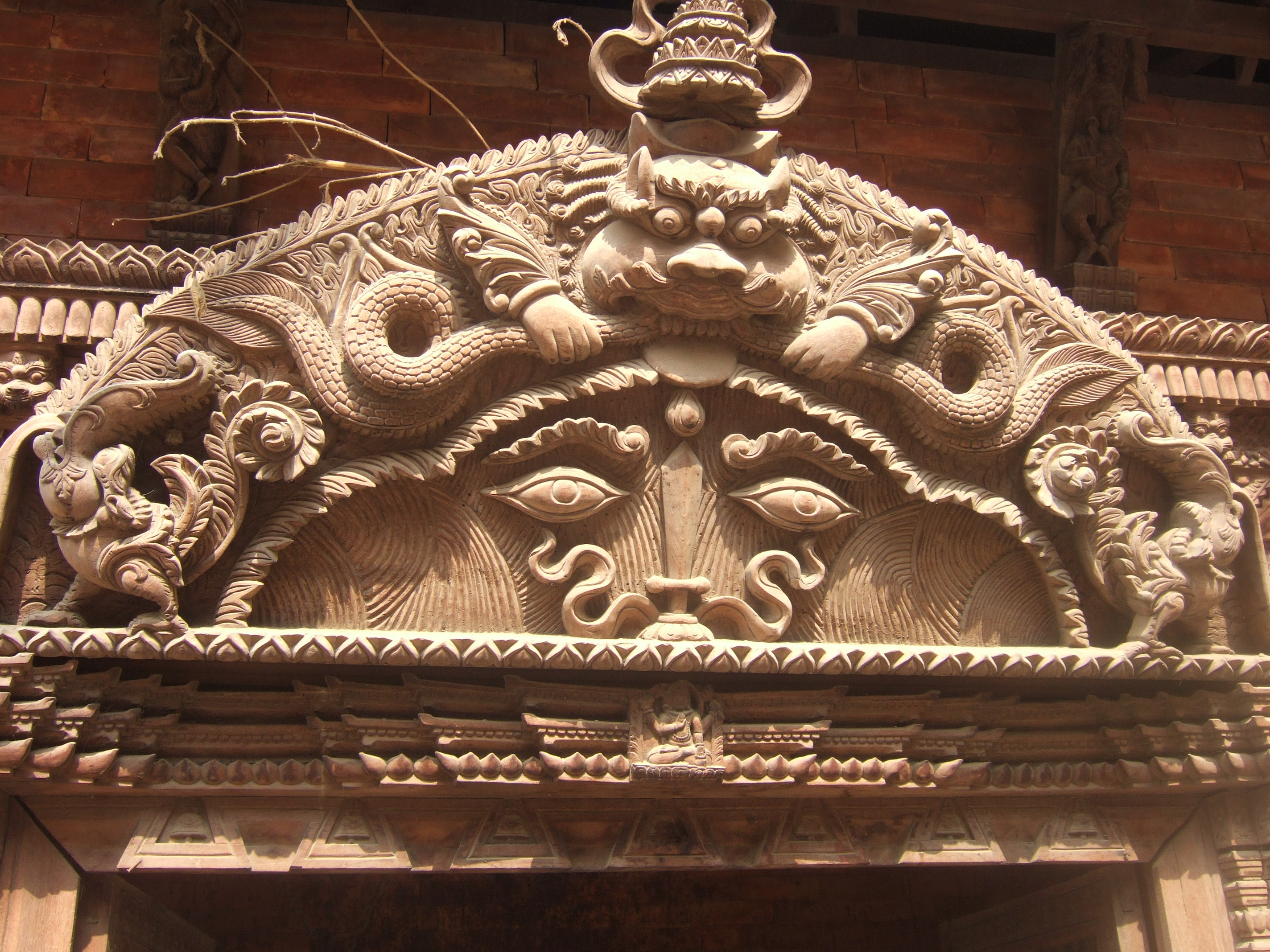
네팔 카트만두 힌두 사원의 마카라와 키르티무카
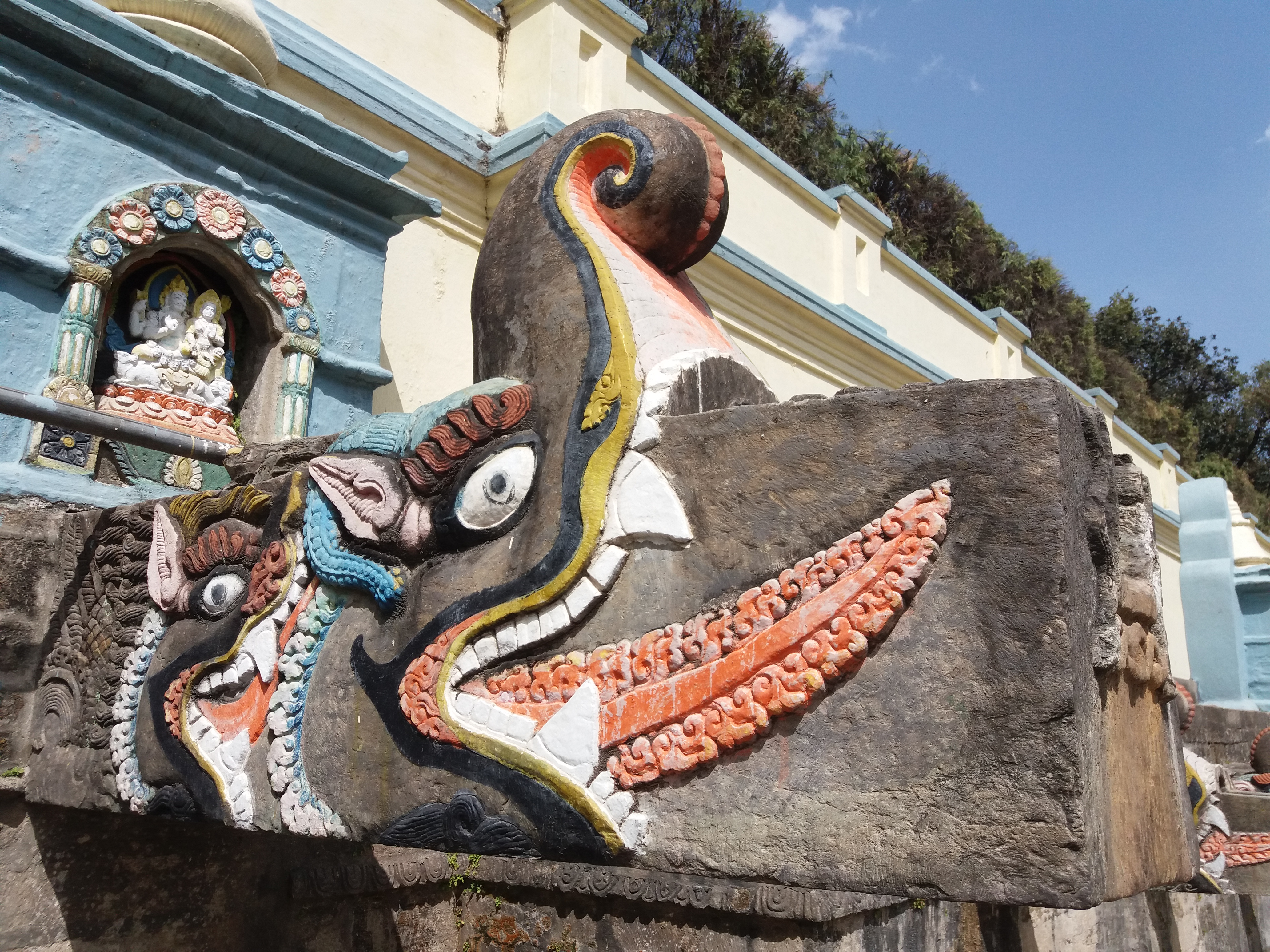
발라주 워터 가든의 히티 망가. 네팔의 거의 모든 석조 수도꼭지는 이 마카라를 묘사한다.
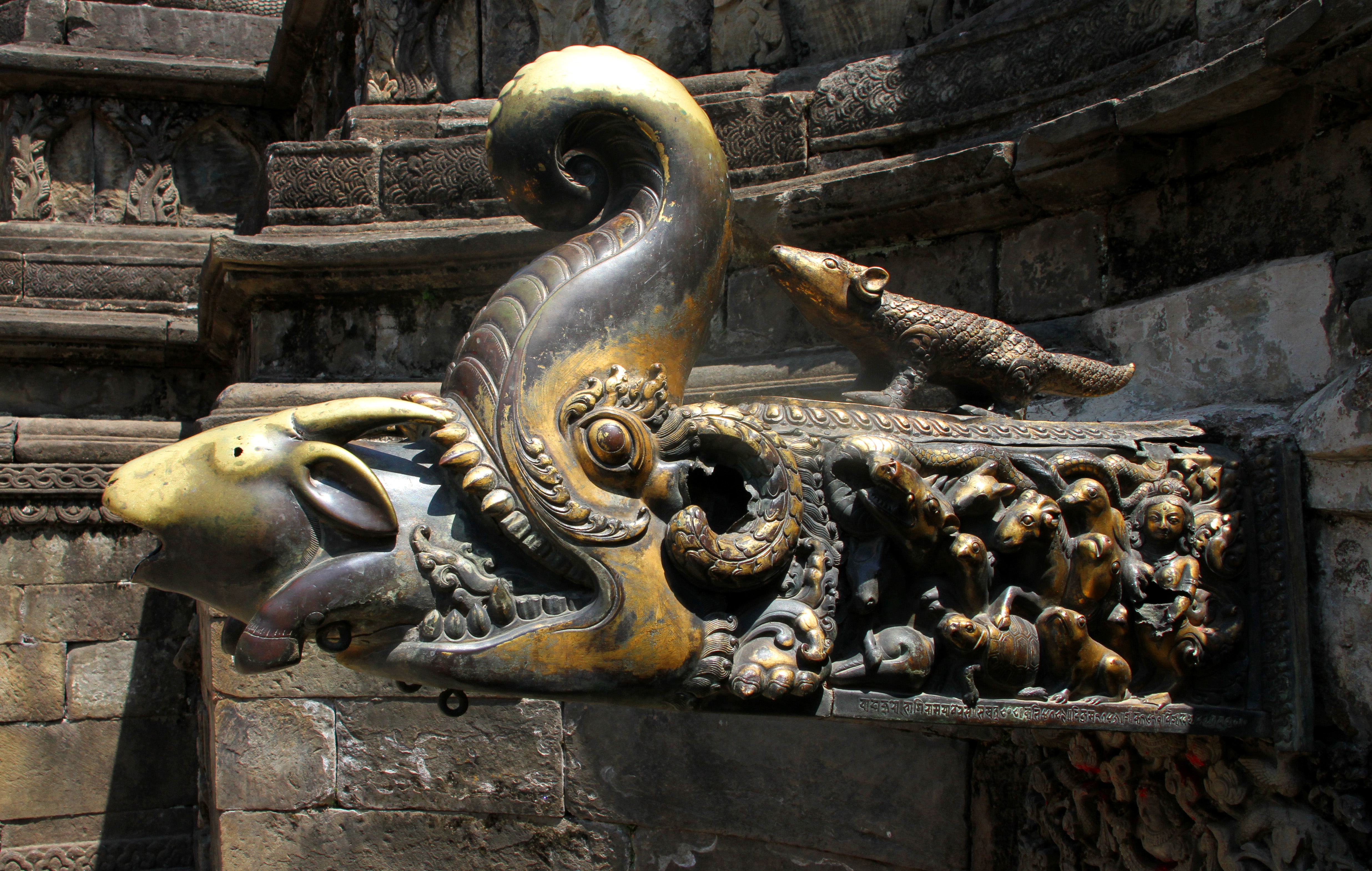
네팔 박타푸르의 히티 망가
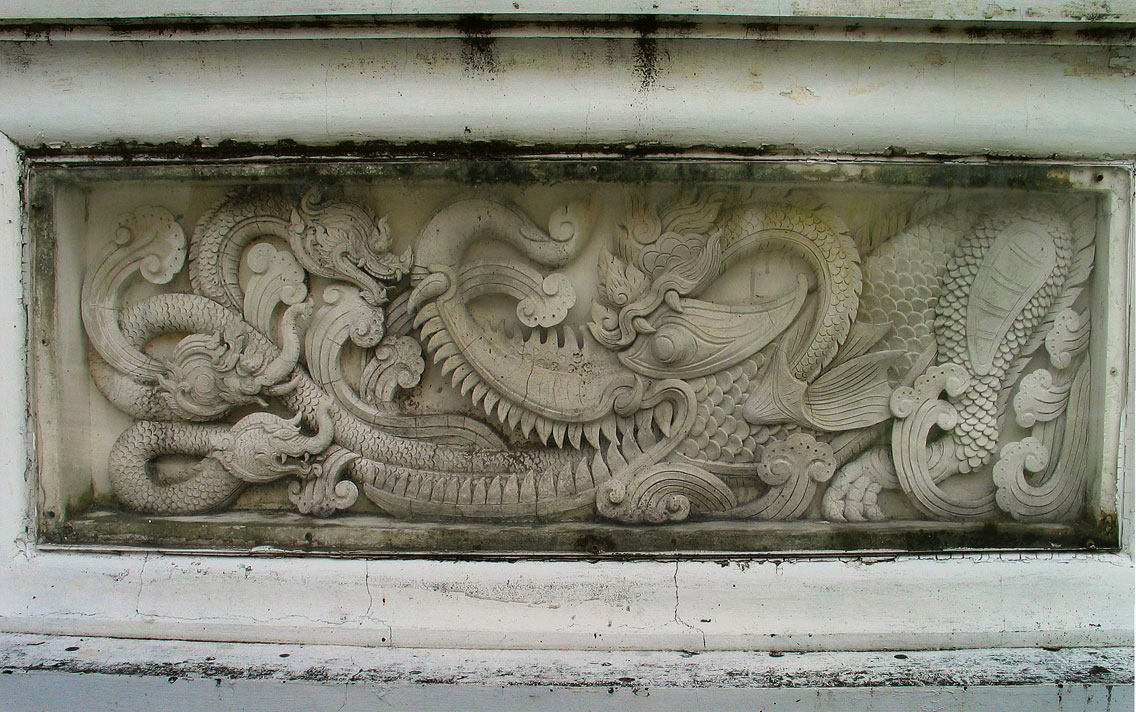
나가와 함께 있는 마카라, 태국 방콕 왓 수탓
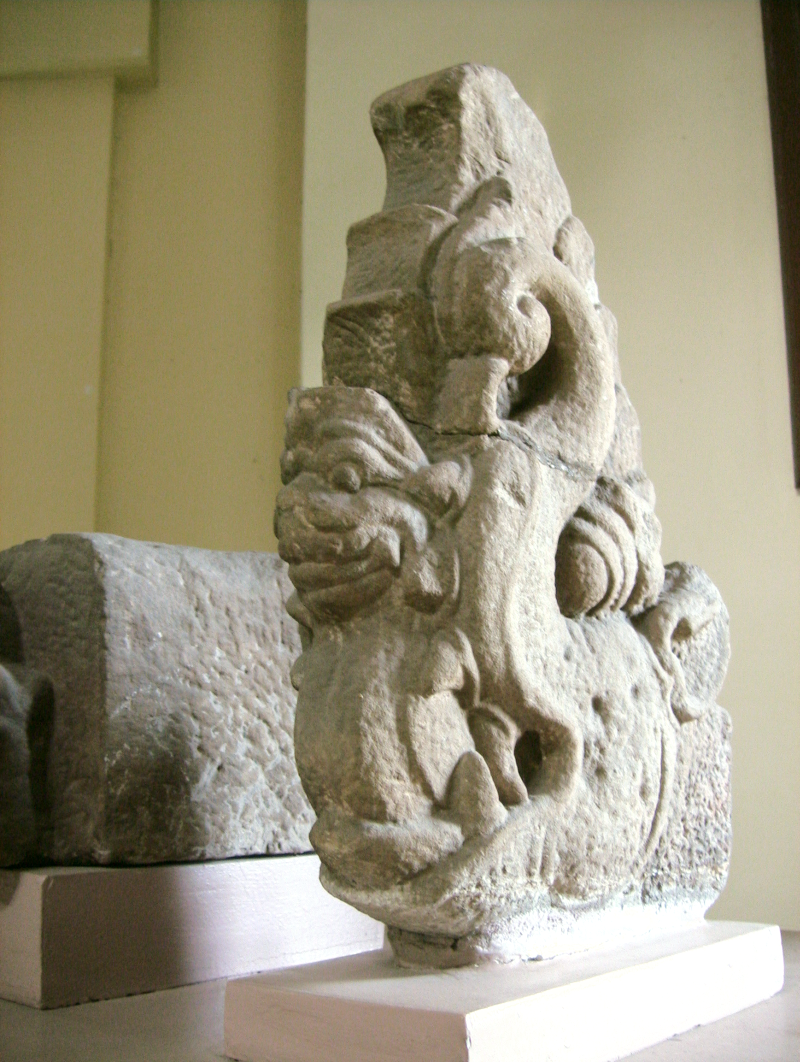
베트남 역사 박물관의 마카라 입에서 나오는 참의 신 나가
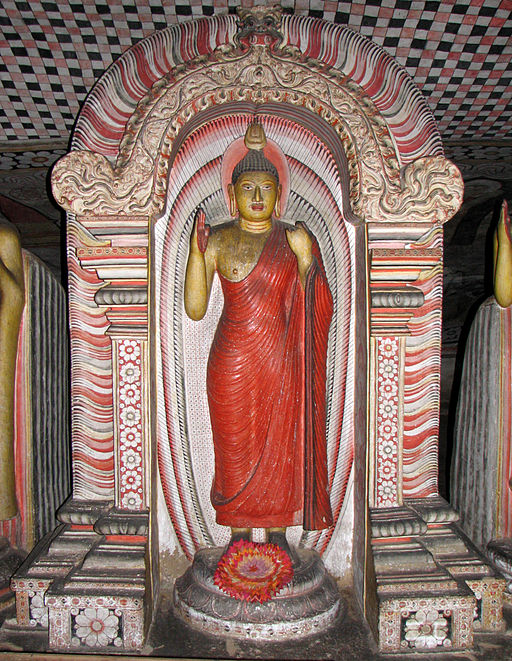
스리랑카 담불라 석굴 사원에서 부처 형상 위에 있는 마카라 판돌.
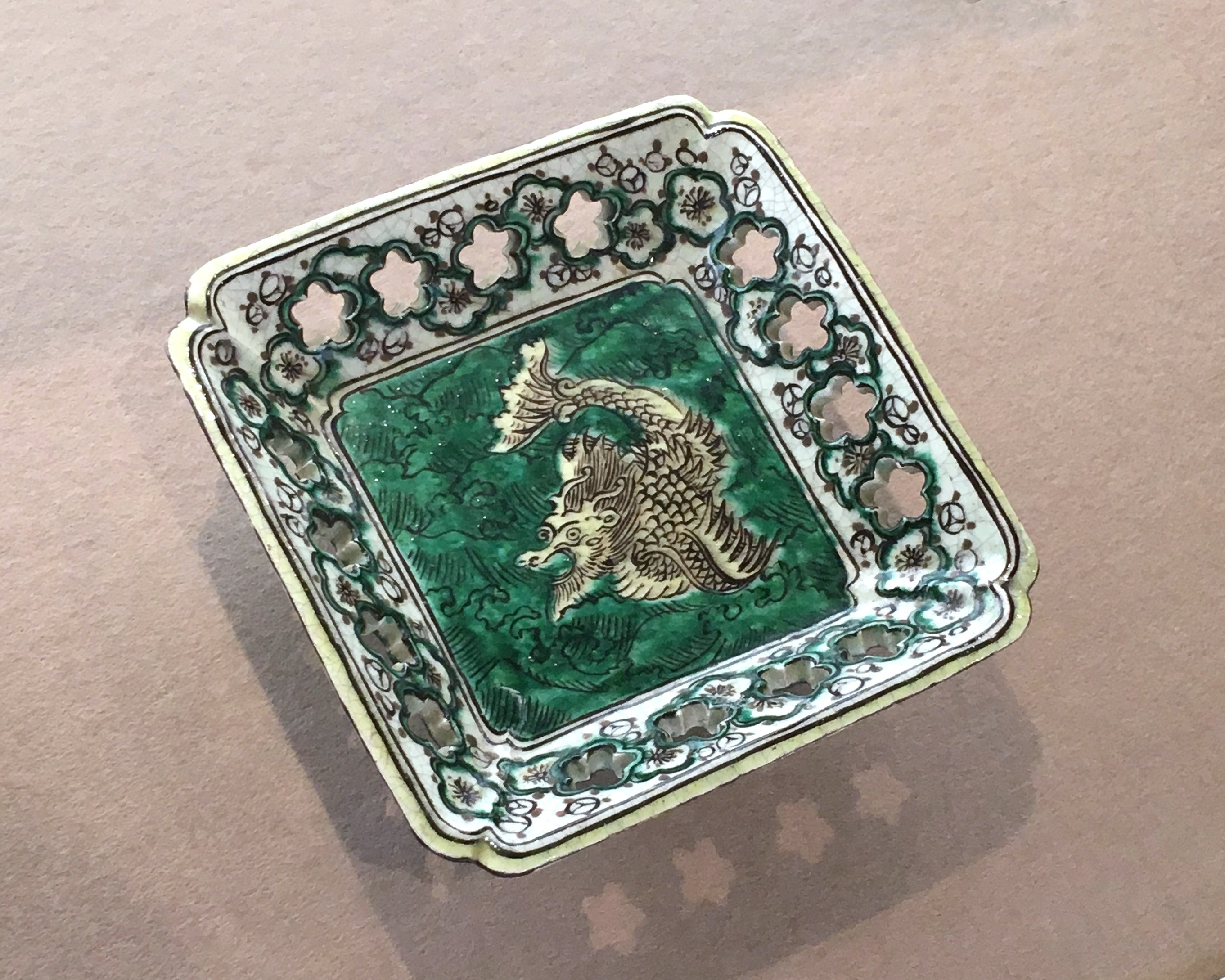
사사지마 도자기 사각 대접, 마카라 문양. 에도 시대, 19세기
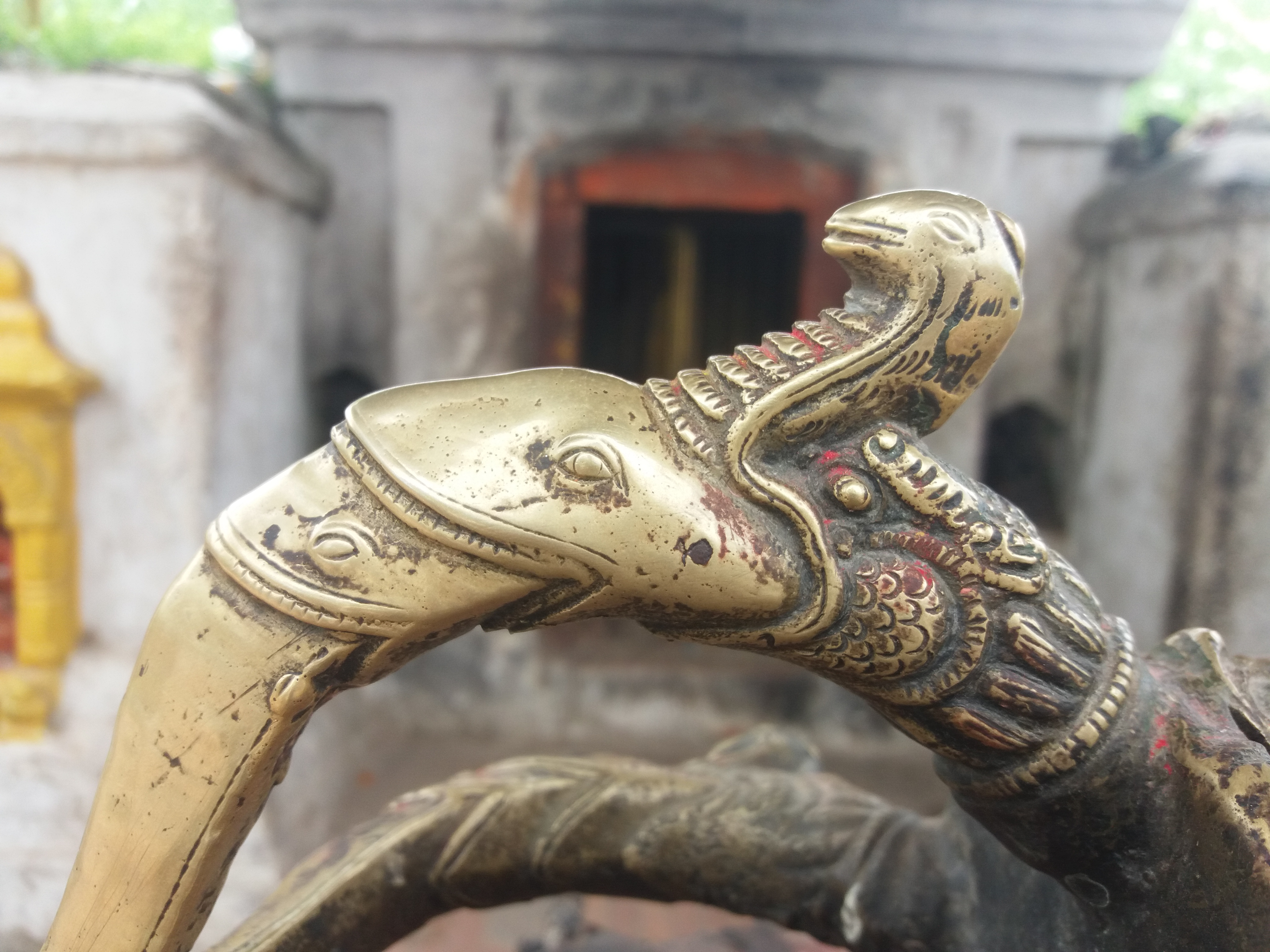
아쇼카 스투파, 라간켈, 파탄에 있는 바즈라의 한 갈비뼈.

## 같이 보기
- 마갈궁
- 다샤바타라
- 겜지 마카라
- 샤치호코
- 바하나
- 시팍틀리

## 참고 문헌
- Perera, ADTA (Sep–Oct 1975). “Makara - crafted with mattock (ගල් කටුවෙන් පණ ගැන්වූ මකරා)”. 《Religious News (ශාසන ප්‍රවෘත්ති)》 (싱할라어) 5 (1–2) (Colombo: Religious Division of Department of Cultural Affairs). 6–7면. |journal=에 너비 없는 결합 문자가 있음(위치 24) (도움말)
- Schokman, Derrick (2003년 4월 12일). “The Kusta Raja Gala”. 《Daily News》. 2012년 3월 18일에 확인함.